# لي هون
لي هون (29 أبريل 1986 بسول في كوريا الجنوبية - ) هو لاعب كرة قدم كوري جنوبي في مركز الهجوم. لعب مع نادي جيونجنام ‏.

## وصلات خارجية
- لي هون على موقع دوري كوريا الجنوبية (الإنجليزية)
- لي هون على موقع قاعدة بيانات كرة القدم.إي يو (الإنجليزية)